# 587
587 (DLXXXVII) var ett normalår som började en onsdag i den julianska kalendern.

## Händelser

### Okänt datum
- Sledda blir kung av Essex.
- Kung Gunthchramn av Paris adopterar Childebert II.
- Nan Liang-dynastin i det gamla Kina upphör.
- Kejsar Sushun bestiger tronen i Japan.
- Medlemmar av den pro-buddhistiska gruppen besegrar sina fiender i Japan.
- Reccared, kung av visigoterna, avsäger sig arianismen och antar katolicism.
- Filioque är den första använda delen av Nicaenska trosbekännelsen, mot arianer i Spanien.

## Födda
- Theoderik II, frankisk kung av Burgund 596–613 och av Austrasien 612–613
- Zhang Xingcheng

## Avlidna
- David, skyddspatron för Wales
- Varahamihira, indisk astronom
- Kejsar Yōmei av Japan